# Anapesto
El anapesto o antidáctilo es, en métrica grecolatina, un pie formado por tres sílabas: las dos primeras breves y la tercera larga. Se le llama también «antidáctilo» por ser el pie inverso del dáctilo: el acento métrico está en el segundo semipié y no en el primero como el dáctilo.